# Ptychoptera matongoensis
Ptychoptera matongoensis is een muggensoort uit de familie van de glansmuggen (Ptychopteridae). De wetenschappelijke naam van de soort werd voor het eerst geldig gepubliceerd in 1958 door Charles Paul Alexander.